# Mediterráneo (canción de Los Rebeldes)
«Mediterráneo» es el título de una canción compuesta por la banda de rock española Los Rebeldes. 

## Descripción
Forma parte del que fue su álbum más vendido, Más allá del bien y del mal. Se trata de un tema de rock, de ritmo rápido y con letra de lo que tradicionalmente se conoce como Canción del verano, loando las bondades de la costa mediterránea española en los meses de verano.
El sencillo llegó a alcanzar el puesto número 9 de entre los más vendidos en España la semana del 18 de agosto de 1988.

## Versiones
En 2008 Los Rebeldes grabaron el tema junto a la banda El Canto del Loco, de Dani Martín. Además el cómico Canco Rodríguez imitó a Carlos Segarra interpretando esta canción en el talent show televisivo Tu cara me suena (2016).